# Kompensacja społeczna
Kompensacja społeczna – termin dla określenia działań w celu wyrównywania braków środowiskowych, które utrudniają pomyślny bieg życia jednostki lub grupy, np. poprzez zastąpienie niepełnosprawności fizycznej osiągnięciami na polu nauki czy kultury.